# Geologie van de Filipijnen

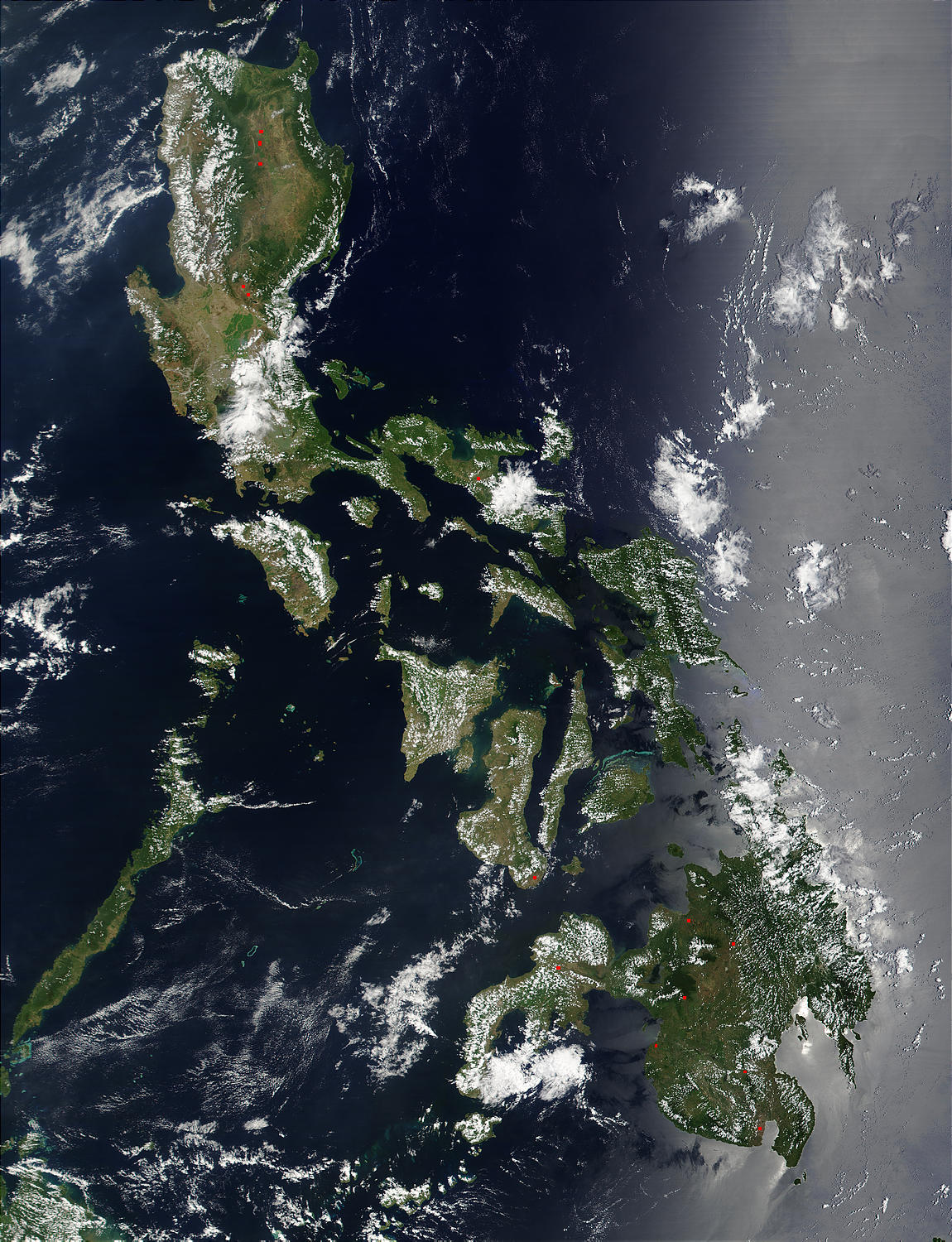
De Filipijnen.

Dit artikel behandelt de geologie van de Filipijnen. De Filipijnen zijn ontstaan door de subductie van de Filipijnse plaat onder de Euraziatische plaat. De eilandengroep is dan ook grotendeels "uit zichzelf" uit de zee opgerezen, al zijn er wel wat continentale fragmenten in het zuidwesten van de archipel.
Er is een netwerk van troggen waarnaast zich eilandbogen hebben gevormd. Deze troggen zijn de Filipijnentrog ten oosten van het land, de Manillatrog ten westen van Luzon en Mindoro, de inactieve Palawantrog ten noordwesten van Palawan, de Negrostrog ten westen van Negros en Panay, de eveneens inactieve Sulutrog ten noorden van de Sulu-eilanden en West-Mindanao en de Cotabato-Sangihetrog ten zuiden van Mindanao. In het Laat-Eoceen of Vroeg-Oligoceen zijn waarschijnlijk de eerste delen van Luzon drooggevallen, maar het grootste deel van het land is pas sinds het Mioceen gevormd.
De eilanden van de Palawanboog (Palawan en delen van Mindoro en Panay) bevatten zowel continentaal klastisch sediment en kalksteen uit het Paleozoïcum en Mesozoïcum, dat uit Zuid-China afkomstig is, als recenter oceanisch gesteente. De eilanden bestaan waarschijnlijk minstens sinds het Plioceen; de subductiezone is sinds het Mioceen inactief.
In het oostelijk deel van Luzon, bij de Filipijnentrog, bestaan waarschijnlijk al sinds het Laat-Eoceen of Vroeg-Oligoceen eilanden. Vanaf het Vroeg-Mioceen ontstonden er ook in het westen, bij de Manilatrog, eilanden en in het Laat-Plioceen viel het tussengelegen gebied droog.
De vorming van de zuidelijke eilanden Mindanao, Samar en Leyte, is veroorzaakt door de subductiezone van de Filipijnentrog. Op Samar zijn vulkanische gesteenten uit het Vroeg-Tertiair bekend, maar verder is het grootste deel van deze eilanden waarschijnlijk pas sinds het Mioceen gevormd; het grootste deel van de groep zal pas aan het eind van Plioceen zijn drooggevallen. Het westelijke Zamboanga-schiereiland is in het Mioceen echter al boven water geweest, zoals op te maken valt uit de steenkool die daar gevonden wordt. Onderzoek op Mount Dansalan gaf aan dat dit gebied 20 à 25 miljoen jaar geleden gevormd werd. Het Zamboanga-schiereiland omvat ook stukken continentaal gesteente, maar het is onduidelijk waar die vandaan komen. Het kleine eiland Camiguin bij Mindanao is ontstaan in het Kwartair door uitbarstingen van een nog steeds actieve vulkaan.
De Sulu-eilanden vormen een aparte eilandenboog, die is gevormd door de noordwestwaartse beweging van de Pacifische plaat in het Mioceen, waardoor een subductiezone ontstond bij de Sulutrog, die inmiddels sinds het Laat-Pleistoceen inactief is. De oudste delen zijn waarschijnlijk Pliocene vulkanische gesteenten op Jolo.
Het centrale deel van de archipel, met als belangrijkste eilanden Negros en Panay, is ontstaan door de (nog steeds actieve) subductiezone bij de Negrostrog. De oudste gesteenten stammen uit het Mioceen, maar voor het Laat-Plioceen zijn de meeste eilanden niet boven water gekomen. Veel vulkanisch gesteente stamt zelfs pas uit het Kwartair.